# Edward Matthew Ward

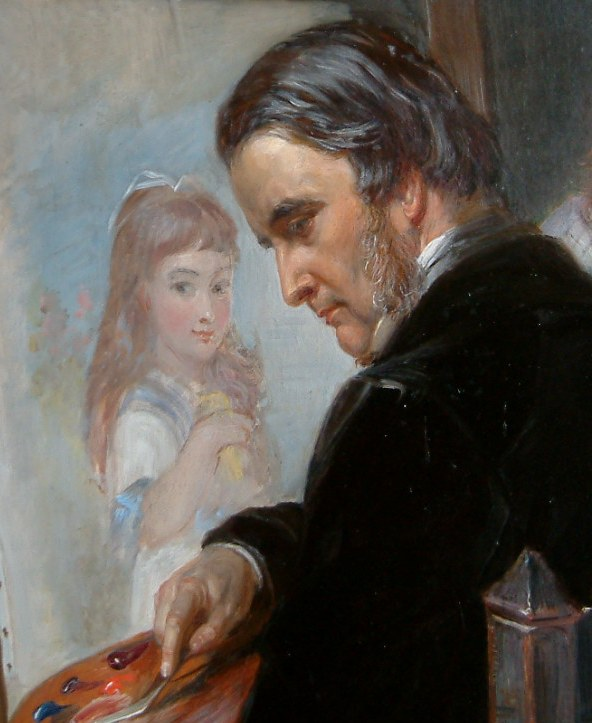
Edward Matthew Ward.

Edward Matthew Ward, född den 14 juli 1816, död den 15 januari 1879, var en engelsk målare, gift med Henrietta Ward, far till sir Leslie Ward.
Ward studerade vid akademien under Wilkie och vistades i Rom 1836-39, studerade en kort tid freskomåleri i München under Cornelius och utställde efter sin återkomst till England en bild av Cimabue och Giotto. Han tävlade 1843 med en kartong för dekorering av parlamentshuset, men lyckades bättre med ett par genremålningar, framför allt Dr Johnson i Lord Chesterfields väntrum (1845). Denna tavla samt Lord Clarendons onåd (1846), The South Sea Bubble (börsspelsscen utanför en bankirlokal 1720 i London; 1847) och Jakob II mottar rapport om prinsens av Oranien landstigning (1850) finns i National Gallery. 
År 1852 erhöll Ward i uppdrag att utföra åtta historiemålningar i korridoren till underhuset. Medlem av Royal Academy blev han 1855. Av hans många arbeten märks Charlotte Corday förs till avrättningsplatsen (1852), Marie-Antoinette och dauphin (1856), Napoleon III tar emot Strumpebandsorden (1850, målad för drottning Viktorias räkning), Karl II:s sista stunder (1861), Rizzios mord (1865) samt Sista mötet mellan Napoleon I och drottning Luise av Preussen (1877). Han behandlades i en monografi av Dafforne 1879. 